# Henry Ford Bridge (1996)
Die Henry Ford Bridge, auch nur Ford Bridge, Cerritos Channel Rail Bridge oder Badger Bridge, ist eine Hubbrücke über den Cerritos Channel in Long Beach, die 1996 eröffnet wurde und die 1924 in Betrieb genommene Strauss-Klappbrücke ersetzte. Sie ist die einzige Bahnverbindung zum Terminal Island.

## Lage
Die Brücke führt über den Cerritos Channel und verbindet das Festland mit dem Terminal Island. Sie wird von der Harbor Belt Line, der Hafenbahn der Häfen Los Angeles und Long Beach, benutzt. Östlich der Henry Ford Bridge steht die Commodore Schuyler F. Heim Bridge, kurz Heim Bridge genannt – die Hubbrücke von 1948 wurde 2015 durch eine feste Brücke ersetzt.

## Geschichte
Die erste Henry Ford Bridge wurde 1924 eröffnet. Die Klappbrücke verbesserte die Anbindung von Terminal Islands an das Bahnnetz, ohne die Schifffahrt zu behindern. Zuvor war der Zugang nur von Osten über den Los Angeles River möglich. Die zweigleisige Brücke diente anfänglich nur dem Bahnverkehr, bis in den 1930er Jahren ein Gleis durch eine Straße, die Henry Ford Avenue, ersetzt wurde. Der große Verkehr im Zusammenhang mit den Werften auf Terminal Island konnte aber schon bald nicht mehr bewältigt werden, sodass die 1948 eröffnete Heim Bridge gebaut wurde. 1996 wurde die baufällige Henry-Ford-Klappbrücke von 1924 durch eine Hubbrücke ersetzt.
Nach der Eröffnung des Almeda Corridors im Jahr 2002 stieg der Bahnverkehr an. Um die Kapazität der Brücke zu erhöhen, wurde darüber nachgedacht, die Anzahl Öffnungen der Brücke zu reduzieren, sowie weitere Gleise hinzuzufügen. Außerdem muss die Brücke von 1996 erdbebensicher nachgerüstet werden. Weitere Ideen waren, die Brücke im Normalfall in der unteren Position zu belassen und nur noch in Notfällen zu öffnen, die Brücke überhaupt nicht mehr als Hubbrücke zu betreiben oder sie durch einen niedere feste Brücke zu ersetzen.
Der letzte Stand des Projektes Cerritos Channel Rail Bridge Expansion sah den Bau einer neuen zusätzlichen Hubbrücke vor, um die Transportkapazität der Bahn von und nach Terminal Island zu erhöhen. Weiter sollte die bestehende Brücke für die Erdbebensicherheit nachgerüstet werden. Das Projekt wurde aber auf unbestimmte Zeit verschoben, bis ein Einvernehmen mit der US-Küstenwache gefunden wurde und zusätzliche Abklärungen bezüglich Bedarf, Nutzen, Kosten und Finanzierung erfolgt sind.

## Bauwerk
Die Ford Bridge ist eine in Stahlfachwerkbauweise ausgeführte Hubbrücke. In gesenkter Lage beträgt die Durchfahrtshöhe unter dem Hauptträger nur sechs Fuß (1,8 m), bei gehobenem Träger 165 Fuß (ca. 50 m). Die Durchfahrt ist 180 Fuß (ca. 55 m) breit. Die Brücke wird auf Anfrage über VHF-Funk geöffnet.